# Херсекли Ахмед-паша
Херсекли Ахмед-паша (серб. Ахмед-паша Херцеговић, тур. Hersekli Ahmed Paşa) (1456/1459 — 21 июля 1517) — крупный государственный деятель Османской империи, талантливый военачальник и дипломат. До середины XIX века только два человека занимали пост великого визиря пять раз — Херсекли Ахмед-паша и Коджа Синан-паша. Представитель сербский династии Косачи, перешедший к Мехмеду II из-за разногласий с братом и добровольно принявший ислам. Был фаворитом Мехмеда. Служил трём османским султанам — Мехмеду II Фатиху, Баязиду II и Селиму I Явузу. Сыграл важную роль после смерти Мехмеда II Фатиха, способствовав воцарению Баязида II. Участвовал во многих турецких завоевательных кампаниях: Османо-мамлюкской войне (1485—1491), Османо-мамлюкской войне (1516—1517), Турецко-персидской войне (1514—1555). Присоединил к Османской империи Герцеговину, разбив войска своего старшего брата. Трижды был капудан-пашой (главным адмиралом) (1488, 1500—1501, 1506—1511); пять раз при двух султанах занимал пост великого визиря (1497—1498, 1503—1506, 1511, 1512—1514, 1515—1516): трижды при Баязиде, дважды при Селиме. Был женат на дочери Баязида II.
«Рустам эпохи, помощь армий, Александр среди генералов, Ахмед сын правителя Херсека» написано на одном из его ятаганов.

## Биография

### Происхождение и ранние годы
Будущий великий визирь Османской империи родился в христианской семье, и первые годы жизни его звали Стефан Херцегович Косача. Он был младшим (третьим) сыном Стефана Вукшича Косача (1404—1466), 4-го воеводы Боснии (1435—1448), 1-го герцога Захумья и Поморья (1448—1449) и Святого Саввы (1449—1466). Его старший брат — Владислав Герцегович (1427—1489), последний герцог Св. Саввы (1466—1483), его сестра — жена Степана Томаша, королева Екатерина Боснийская (1425—1478). Отец Стефана (будущего Ахмеда), Стефан Вукшич Косача, в 1448 году стал вассалом императора Фридриха III, от которого получил немецкий титул герцога. Он был первым правителем на Балканах, принявшим этот титул, до него правители этих земель носили звание «воевода». По этому титулу и земля стала называться «Герцеговина» — земля герцога. 

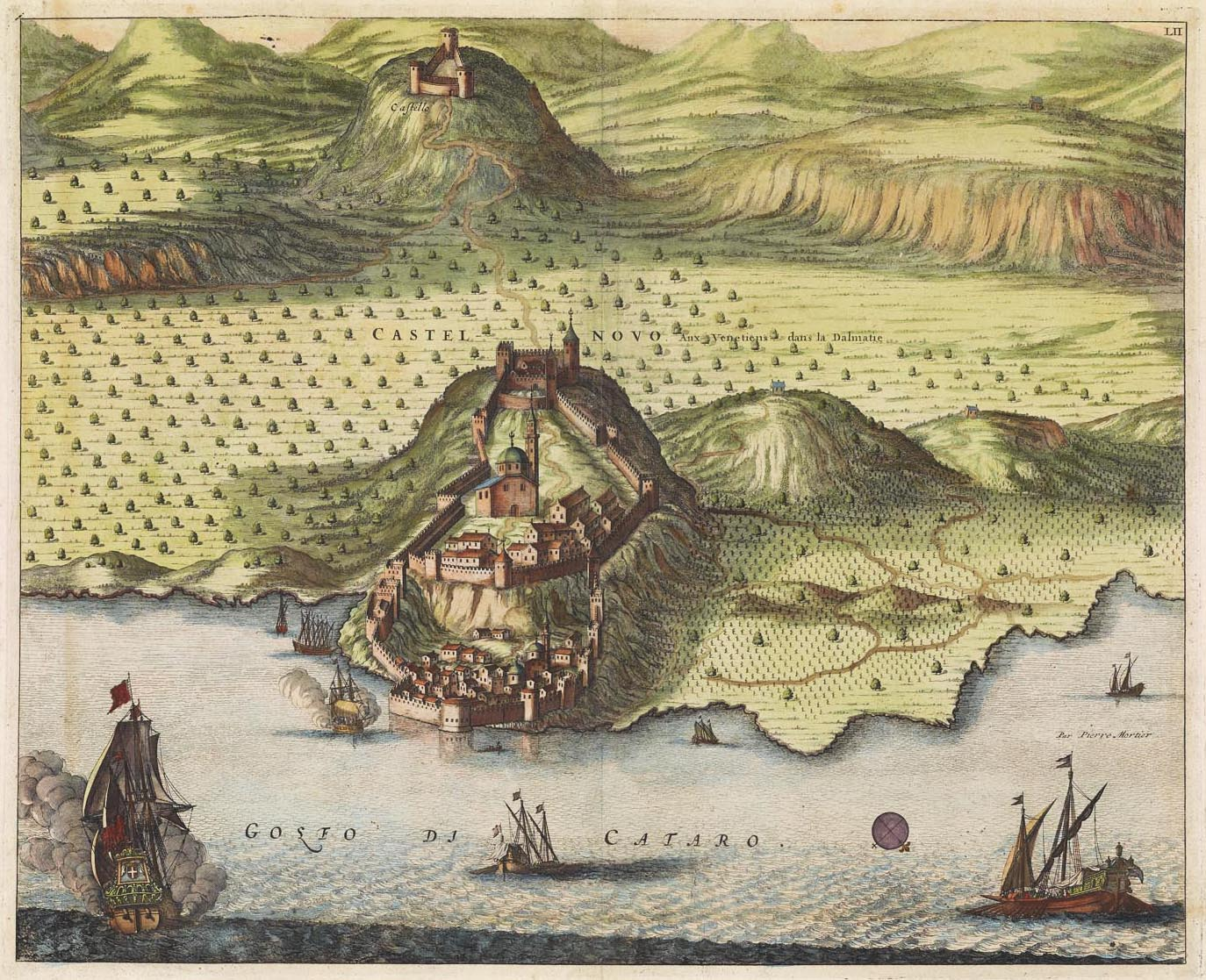
Замок Нови на гравюре около 1700 года

Стефан провёл детство в Херцег-Нови, образование получил в Дубровнике. Ранее считалось, что после признания Герцеговиной вассальной зависимости от Османской империи Стефан был отправлен своим отцом в качестве заложника в Стамбул ко двору султана Мехмеда Фатиха. Однако боснийский историк Хазим Шабанович показал, что Стефан или не был пленником вообще, или же был вскоре освобожден. В 1472 году, когда ему было около 16-ти лет, Стефан сам принял решение уехать в Стамбул и поступить на службу к султану вследствие разногласий со старшим братом, отказавшимся выделить ему долю наследства. Между 1472 и 1474 годами Стефан Херцегович Косача принял ислам и получил новое имя — Херсекзаде Ахмед-паша. Впервые он упомянут как «Ахмет» в записях в 1474 году.

### Карьера при Мехмеде Фатихе
В фирмане Мехмеда Фатиха в 1477 году Стефан упомянут как «слуга моего государства Ахмет-бей». В следующем 1478 году во время албанской кампании (осада Шкодера) Ахмет уже имел звание «мир-и алем» (знаменосец султанского штандарта), то есть он занимал высокий придворный чин, входивший в число тех, кому разрешалось идти рядом с лошадью султана. Однажды во время похода Мехмед посетовал на отсутствие «визиря, который знает своё дело достаточно хорошо, чтобы помочь нам преодолеть проблемы, с которыми мы сталкиваемся». Молодой Ахмед вступился за Гедика Ахмеда-пашу, на тот момент сидевшего в тюрьме, сказав: «Если бы только ваш слуга Гедик-паша был с нами, мы бы не столкнулись с этими проблемами». Это вмешательство привело к освобождению бывшего великого визиря. Такая смелость новоявленного двадцатидвухлетнего подданного султана (всего через 6 лет после приезда в Стамбул) говорит о том, что он пользовался доверием и расположением Мехмеда Фатиха. В 1479 году Ахмет стал санджакбеем на территории бывшего бейлика Хамид в Анатолии.

### Начало правления Баязида II
В 1481 году после смерти султана Мехмеда во время междоусобной борьбы его сыновей за власть Херсекли Ахмед-паша поддержал шехзаде Баязида, наместника Амасьи, против шехзаде Джема, наместника Коньи. Сторонникам Баязида, руководившим ключевыми районами в Анатолии, удалось перекрыть дороги, и перехватить письмо, написанное Джему его сторонником, Караманлы Мехмед-пашой, с предупреждением о смерти султана. В мае 1481 года Баязид, опередив брата, прибыл из Амасьи в Стамбул, где занял султанский престол. Помощь Ахмеда-паши в воцарении Баязида признаётся исследователями весьма значимой.
В 1483 году Херсекли Ахмед-паша во главе турецкой армии нанёс поражение своему старшему брату, герцогу Святого Саввы Владиславу Херцеговичу. Герцеговина в качестве санджака в составе Боснийского пашалыка вошла в состав Османской империи.

Мать Баязида, Гюльбахар Хатун, резко выступала против Херсекзаде, но ей не удалось повлиять на отношение сына к Ахмеду-паше. Баязид отблагодарил его за поддержку, назначив санджак-беем старой столицы османов, Бурсы, и женив его на своей дочери, Хунди-хатун. Ч.Улучай датирует эту свадьбу 1484 годом, Алдерсон и Лоури — 1481. Финкель утверждает, что Ахмед-паша был зятем Баязида к моменту смерти султана Мехмеда.

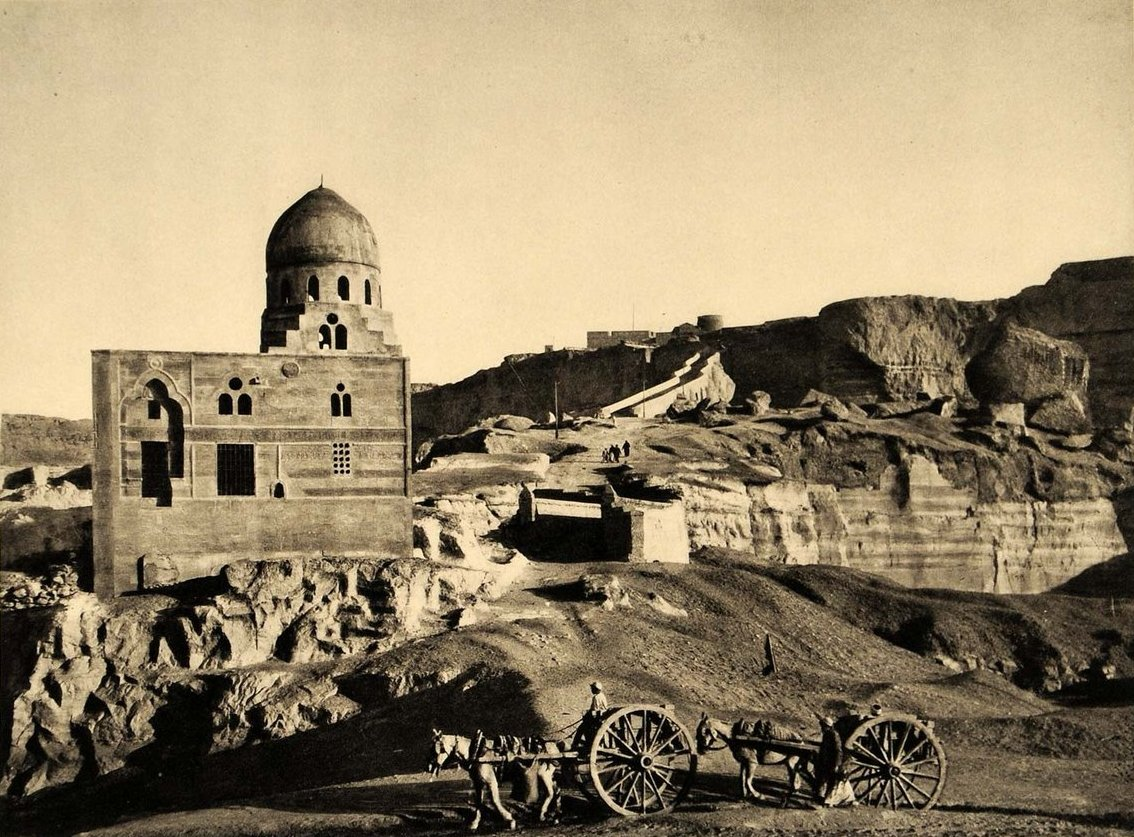
Мавзолей и цистерна Якуба-шаха

В 1485 году бейлербеем Карамана, буферной территории между османской державой и мамлюкским Египтом, был назначен Карагёз Мехмед-паша.  9 февраля 1486 года он был разбит у Аданы войсками мамлюкского султана Кайт-бея. В связи с поражением Мехмеда-паши, Баязид принял меры по замене командующего армией, и в марте 1486 года Херсекли Ахмед-паша был назначен бейлербеем Анатолии и командующим османскими силами в войне с мамлюкским Египтом, а Карагёза переводился в подчинение Херсекли Ахмеду-паше. Это назначение молодого, пусть и зарекомендовавшего себя с лучшей стороны, фаворита султана, вызвало неприязнь в более опытных пашах, возглавлявших отдельные части войск. В итоге они саботировали приказы Ахмеда-паши, что привело к поражению османской армии в битве под Аданой от мамлюков. Карагёз Мехмед-паша, командовавший частями из Карамана, просто бежал с поля боя. По словам Ашик Паша-оглу, Ахмед-паша, оказавшись брошенным, мужественно продолжил сражаться, был окружён вместе с двумястами янычар, которые его охраняли, ранен, пленён и отправлен в Каир. В честь этой победы в Каире в 1495—96 годах был построен мавзолей с колодцем (цистерной) Якуба-шаха (Ya’qub Shah al-Mihmandar), единственным и уникальным декоративным элементом которого является надпись, идущая вдоль всего фасада и восхваляющая мамлюкского султана Кайт-бея: «Они захватили командира их армии, ибн Херсека и других, и оставили плоть мертвых добычей гиенам, волкам, стервятникам..» В плену Херсекли Ахмед-паша пробыл до 2 января 1487 года. В феврале он уже получил пост визиря и должность капудана-паши, в новой кампании против мамлюков он должен был оказывать поддержку сухопутной армии бейлербея Румелии Хадым Али-паши. Вступив на спорную территорию, османы захватили несколько крепостей у мамлюков и их вассалов. Венеция отправила свой флот на Кипр, чтобы помешать османскому флоту пристать к берегу, но в планах Херсекли Ахмеда-паши не было высадки на Кипре. Он намеревался пристать к берегу и в заливе Искендерон на побережье Малой Азии, потому что мамлюкская армия наступала из Сирии, но из-за сильного шторма османский флот понёс большие потери и не смог помешать мамлюкам атаковать Адану. Армия Хадыма Али-паши потерпела полное поражение у Ага Чаири и бежала. Херсекли Ахмеду-паше удалось лишь разбить отряд мамлюков, возвращавшийся после боя в Алеппо.
Несмотря на все предыдущие поражения, Ахмед не потерял доверия султана. Летом 1488 года он временно ушёл в отставку для отдыха, но уже осенью 1489 ему опять был доверен пост бейлербея Анатолии, который он занимал до 1496 года. В 1490 году армия мамлюков вторглась в Караман, планируя осадить Кайсери. Султан отправил против них армию под командованием Ахмед-паши, который вынудил мамлюков отступить назад.

### Трижды великий визирь при Баязиде II
С марта 1497 года по 1498 год Херсекли Ахмед-паша в первый раз занимал пост великого визиря Османской империи. Сменил его Чандарлы Ибрагим-паша. В 1500—1501 годах Ахмед-паша занимал пост визиря и второй раз был капудан-пашой, а в ноябре 1502 года (1504/05) вторично занял должность великого визиря и в сентябре 1506 года добровольно оставил её. Как дипломат он играл важную роль в отношениях с Венецией и маркизом Мантуи, Франческо II. Поддерживая переписку и дружбу с венецианцами, он был одним из главных осведомителей султана о событиях в Италии. Ахмед приложил много усилий для заключения мирного договора с Венецией в 1503 году, инструктируя посла Андреа Гритти, в каком ключе тот должен проводить беседы с остальными визирями.
В 1506—1511 годах Адмед-паша в третий раз занимал должность капудан-паши османского флота и санджак-бея Галлиполи. В июле 1511 года после гибели великого визиря Хадыма Али-паши при подавлении восстания Шахкулу Херсекли Ахмед-паша в течение нескольких месяцев занимал должность великого визиря в третий раз.
Это был период конфронтации сыновей Баязида — шехзаде Селима и шехзаде Ахмеда. Баязид предпочитал шехзаде Ахмеда, и Херсекли Ахмед-паша, по-видимому, тоже был его сторонником (до того, как шехзаде Ахмед открыто не пошёл против Баязида). Но янычары не желали видеть на троне толстого и неповоротливого шехзаде Ахмеда, потому что по их мнению он не будет воевать. Даже денежные подарки, пообещанные Баязидом, не смогли склонить их на сторону Ахмеда и успокоить. Кто-то распустил слух, что Ахмеда привезут в Стамбул и тайком возведут на трон, что вызвало гнев янычар. Они направили его против визирей — сторонников Ахмеда: великого визиря Херсекли Ахмеда-паши и Мустафы-паши. Бунтовщики направились к дому Мустафы-паши, который бежал и спрятался у Херсекли Ахмеда-паши. После разграбления и разорения дома Мустафы-паши толпа направилась ко дворцу великого визиря. Его дом тоже был разграблен, но Ахмед-паша сохранил хладнокровие и предложил бунтующим изложить свои требования султану, что они и сделали. Дабы разрядить обстановку, Баязид снял с постов всех сторонников шехзаде Ахмеда, в том числе и Херсекли Ахмеда-пашу. Тот ушёл в отставку с поста великого визиря и занял пост второго визиря.

### Дважды великий визирь при Селиме I

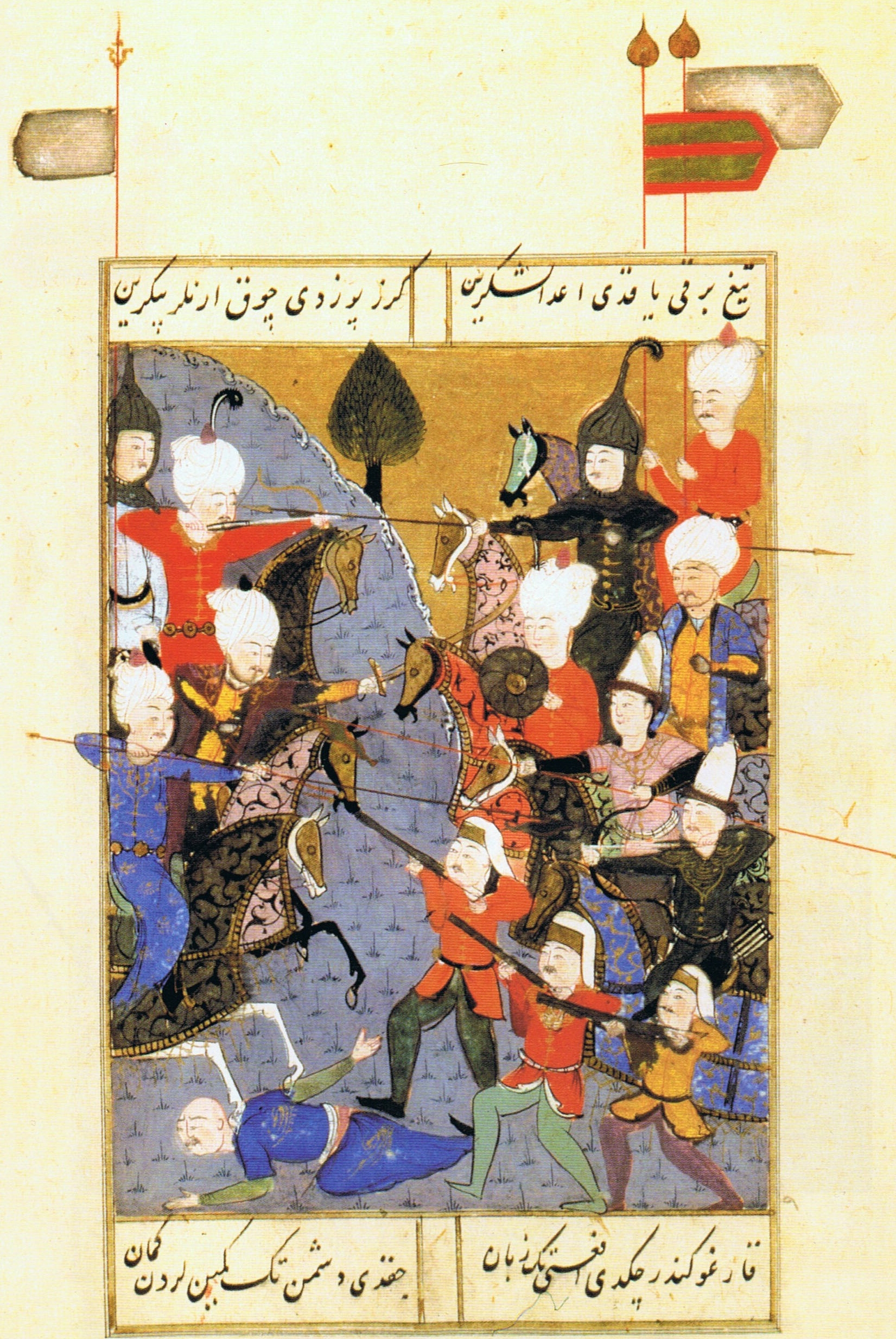
Битва Селима и Ахмеда при Енишехире

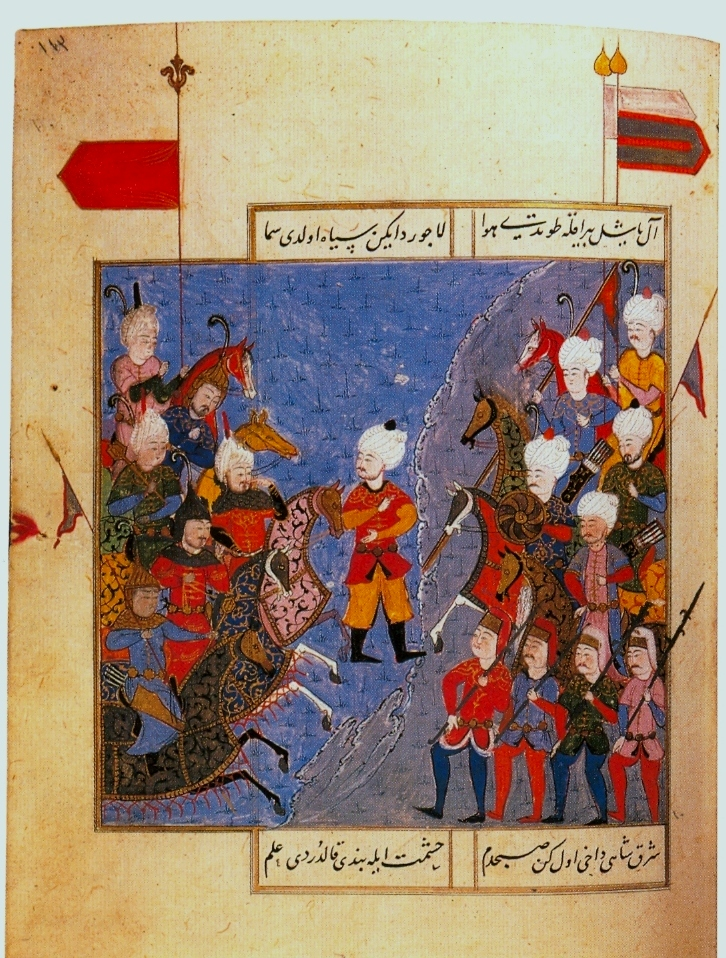
Битва при Чалдыране

25 апреля 1512 года Баязид отрекся от власти в пользу Селима I и умер 26 мая 1512 года в селении Бююкчекмедже, вблизи Дидимотики. Шурин Ахмеда-паши, шехзаде Ахмед, продолжал контролировать часть Анатолии, однако Ахмед-паша уже не поддерживал его. В 1512 году после казни великого визиря Коджи Мустафы-паши Херсекли Ахмед-паша в четвёртый раз был назначен великим визирем. Во время вооружённого противостояния сыновей Баязида (султана Селима и Ахмеда) Херсекли Ахмед-паша уже поддерживал Селима. 24 апреля 1513 года войска Селима и Ахмеда встретились в битве при Енишехире. Ахмед потерпел поражение, был арестован и казнён вместе с тремя сыновьями (ещё один его сын, укрывшийся у мамлюков в Каире, был казнён в 1518 году).
Летом 1514 года Селим начал наступление на кызылбашей (сефевидскую Персию). В битве при Чалдыране армия шаха Измаила была разбита на голову, он сам еле спасся. Османские войска отказались зимовать на востоке, и Селим был вынужден повернуть назад к Амасье. Но обстановка накалилась; чтобы успокоить войска, нужен был козёл отпущения, которым стал великий визирь. В ноябре 1514 года султан Селим Явуз арестовал и отстранил от должности Херсекли Ахмеда-пашу, назначив новым великим визирем Дукакиноглу Ахмед-пашу (1514—1515). Однако янычары не успокоились. В итоге менее чем через полгода, в марте 1515 года Дукакиноглу Ахмед-паша был смещён с должности и казнён за участие в янычарском мятеже в Амасье.
После Дукакиноглу Ахмеда-паши великим визирем стал Хадым Синан-паша, но он пробыл на посту около полугода, и в сентябре 1515 года Херсекли Ахмед-паша вновь, уже в пятый раз, был назначен великим визирем. В начале весны 1515 года сефевиды осадили в Диярбакыре Быиклы Мустафу-пашу. Селим вышел из себя, 26 апреля 1516 года вызвал Ахмеда-пашу и несколько раз ударил, сбив с головы тюрбан. Ахмед-паша был отправлен в отставку и заключён в замок Едикуле, откуда затем был освобожден в тот же день. Затем он в течение года был мухафизом (начальником гарнизона) Бурсы. В 1517 году Херсекли Ахмед-паша приехал в Египет, чтобы лично поздравить султана Селима с покорением Сирии и Египта. Селим удостоил его аудиенции и богато одарил. 21 июля 1517 года Херсекли Ахмед-паша, возвращаясь из Египта, скончался в Кахраманмараше.

## Личность
Достоинства Ахмеда лучше всего характеризуются отношением к нему Селима. Селим помнил, что Ахмед-паша какое-то время поддерживал шехзаде Ахмеда против Селима. Кроме того, Ахмед-паша заслужил репутацию человека, говорящего начальству правду, и это не упрощало его отношения с Селимом. Показателен случай, когда Селим унижал его во время дивана и сбил тюрбан с его головы. Но так же показательно то, что Селим назначил его дважды Великим везирем, ценя его честность.
Андреа Гритти, более десяти лет проживший в Стамбуле в качестве венецианского посла и считавший себя другом Ахмеда-паши, так охарактеризовал Ахмеда-пашу: «доблестный, мужественный и изобретательный». Спандунес писал, что он человек «редких талантов и огромных знаний». Сюрейя резюмировал отзывы современников: «Сдержанный, учёный, умный и храбрый». Фишер охарактеризовал его так: «Херсекоглу был храбр и знал, как иметь дело с бешеной толпой».
Согласно сохранившейся описи мы знаем, что Ахмед-паша был очень богатым человеком. Среди его имущества любопытна коллекция холодного оружия — мечей и сабель. Она характеризует его как воина, разбиравшегося в оружии и ценившего его. В его коллекции было 13 клинков на общую стоимость 116 500 акче. На одном из них была надпись: «Рустам эпохи, помощь армий, Александр среди генералов, Ахмед сын правителя Херсека». Сейчас этот ятаган, украшенный золотой вязью и драгоценными камнями, находится в коллекции шейха Рифаата Шейх эль-Арда. Он признан экспертами по исламскому оружию одним из лучших творений османских оружейников.
Но самым интересным из его имущества является библиотека, состоявшая из 145 манускриптов на трёх языках: арабском, персидском, османском. Он, как минимум, читал на этих языках. Это при том, что учить он их начал во взрослом возрасте, в 16—17 лет. Из изучения списка книг, находившихся в его собственности, можно сделать вывод, что он хорошо разбирался в поэзии и истории (среди его книг большая часть — это диваны и хроники).
Некоторые современники подозревали Ахмеда-пашу в том, что он был половинчатым мусульманином, и современные исследователи с ними согласны. В его библиотеке были, например, комментарии к Евангелиям на османском языке. Религиозное мировоззрение новообращенных в ислам, таких как Ахмед-паша, остаётся неисследованным. Похоже, каждый из них объединял элементы обеих религий в некую индивидуальную форму веры. Пристрастие Херскезаде к суфийской литературе можно рассматривать как указание на такую позицию.
Не только в этом контексте было бы интересно взглянуть на итальянский раздел библиотеки Ахмеда-паши. Хотя нет доказательств существования такого раздела, но трудно поверить, что у него не было ни одной итальянской книги. У него была яркая официальная и личная переписка с Андреа Гритти, его «secondo dio amato fradello» («по воле Бога возлюбленного Брата»), на родном языке последнего, он обменивался подарками с венецианскими чиновниками. Весьма вероятно, что он также владел итальянскими (печатными?) книгами, которые после смерти Ахмеда-паши не представляли никакого интереса для османов и которые не были потому упомянуты в описи имущества.

## Благотворительность
Ахмед-паша следовал традиции, согласно которой высокопоставленные чиновники и члены правящей семьи вкладывали средства в благотворительность. На его средства построены две мечети в имениях Ахмеда-паши. Одна в Кешане в Румелии в 1508 году, вторая— в деревне Диль на берегу Мраморного моря, которая позднее была переименована в Херсек. Захоронение Ахмеда-паши находится рядом со второй из них. При мечетях им были учреждены имареты. Также он построил хамамы в деревушке Урла и городке Борнова, караван-сарай в Кютахье и магазины (dakâkîn, 500 штук).

## Семья
C 1481/84 года Херсекли Ахмед-паша был женат на Хунди-султан, дочери Баязида II и сестре Селима I. По всей вероятности, Хунди-султан умерла до лета 1503 года, поскольку она уже не упоминается в инамат дефтери (реестре подарков из казны) в этом году как получавшая регулярное содержание для принцесс (хотя нет и записей о тазийе (ta’ziye)). В вакуфном документе 1511 года она упомянута как умершая.
Лоури предположил, что у Ахмеда-паши после смерти Хунди-султан была жена или наложница — некая Перихал-хатун (ум. 1519). Её надгробный камень он обнаружил у мечети Ахмеда-паши в Кешане в той части, где могли находиться захоронения лишь членов семьи. Имя Перихал типично для рабынь или наложниц.
Дети в браке с Хунди-султан:
- сын Али-бей (ум. 1593[44]) — сын Хунди-султан[18][38][42][45], поэт под псевдонимом Şiri Baba[46][47]
- сын Мустафа-бей (ум. после 1582[38]) — сын Хунди-султан[18][42][45]
- сын Мехмед-бей (ум. после 1507 до 1511) — сын Хунди-султан. Упомянут в казначейских записях за 1507 год как получающий ежемесячную выплату в 5000 акче[45], в 1511 году, к моменту написания вакуфного документа, вероятно, его не было в живых, поскольку он не упоминается[42].
- дочь Макдум-заде (ум. ок. 1503) — дочь Хунди-султан[18][38][42], умерла вскоре после матери[48].
- дочь Камер-шах (ум. после 1523) — дочь Хунди-султан[18][38][42], упомянута в казначейских записях от 1523 года как «старшая принцесса»[48].
- дочь Айни-шах (ум. после 1511 до 1523) — дочь Хунди-султан[18][38][42]. Умерла до 1523 года, так как не упомянута в казначейских записях от 1523 года[48].
- дочь Хюма (ум. после 1551 года) — не упомянута в вакуфной записи как дочь Хунди-султан[42], однако упомянута как «младшая принцесса» в казначейских записях от 10. III.1523 года[48].

Записи нескольких лет до 1523 года фиксируют только двух дочерей Ахмеда-паши и Хунди-султан. Из записи 30 ноября 1507 года известно, что одна из них (имени, к сожалению, в реестре не указано) вышла замуж за некоего «Мехмеда-бея, сына Али-бея». Более поздние записи упоминают, что он из семьи Михалоглу.
Другая дочь (может быть, старшая) упоминается 31 октября 1508 года как жена сына «Омер-бея», владельца фьефа. Скорее всего, этот зять Ахмеда-паши был не обычным владельцем феода, а членом одной из османских элитных семей.
Кроме того, у Ахмеда-паши были сыновья, мать которых не известна:
- сын, имя не указано, обрезание которого произошло 2 октября 1512 года[45].
- сын, которому по случаю обрезания старшего брата был подарен наряд[45].
- сын, умерший в январе 1512 года. По случаю его смерти Ахмед-паша получил из казны два наряда в качестве тазийе[45].

Каждый из этих сыновей обозначен только как «его сын» или «сын его превосходительства Ахмеда-паши, правителя Галлиполи» без добавления «от дочери его величества» (чего можно было бы ожидать, если бы мальчик был сыном принцессы Хунди.

## Комментарии
1. ↑  Встречаются различные формы имени: Херсекли означает «из Херсека»; Херсекзаде (использует Узунчаршилы)[1] и  Херсекоглу (использует Эвлия Челеби)[2] означает «сын герцога» в персидском и турецком вариантах соответственно. Хаммер вслед за Андреа Гритти, венецианским послом и другом Ахмеда-паши[3],  просто называет его Херсек[4].
2. ↑  Вскоре он был арестован и казнён[16], исследователи расходятся лишь в точной дате.

Но расхождение невелико: одни называют май-июнь[19], другие — начало мая[20]. Фирман Баязида великому визирю Давуду-паше об аресте Карагёза-паши датирован 20-30 Раби ас-сани 891 года[20], что при переводе в григорианский календарь даёт примерный интервал от 25 апреля до 15 мая в зависимости от способа пересчёта. Сюрейя ошибается на два года, указывая, что это произошло в 1488 году[12]
3. ↑  В 1499 году послы были арестованы и посажены в крепость. Их выпустили для переговоров о мире в 1503 году.
4. ↑  У шехзаде Ахмеда, как и у скончавшейся к тому времени жены Херсекзаде Ахмеда-паши, матерью была Бюльбюль-хатун.